# Posiołok zawoda Mosrientgien
Posiołok zawoda Mosrientgien (ros. Посёлок завода Мосрентген) – osiedle w Rosji, administracyjnie podpirządkowane Moskwie, w nowomoskiewskim okręgu administracyjnym. W 2010 liczyło 16 462 mieszkańców.